# Erba-Odescalchi
Erba-Odescalchi  i Odescalchi ogranci su talijanskih plemićkih obitelji nastalih spajanjem obitelji Erba i Odescalchi. Obitelj Odescalchi bila je, od izbora Benedetta Odescalchija za papu Inocenta XI. 1676. godine, pripadnicima najviše rimske aristokracije.

## Obitelj Odescalchi
Obitelj Odescalchi bili su poduzetnici iz nižeg plemstva Como. Njihova obiteljska linija seže do Giorgia Odescalchija iz Coma, rođenog oko 1290. godine.
Pietro Giorgio Odescalchi bio je biskup Alessandrije (1598.–1610.), a zatim biskup Vigevana (1610.–1620.).
Godine 1619. Benedettov brat i tri ujaka osnovali su banku u Genovi, koja je prerasla u uspješan posao zajma novca. Nakon što je završio studij gramatike i pisma, 15-godišnji Benedetto preselio se u Genovu kako bi sudjelovao u obiteljskom poslu kao šegrt. Obitelj je uspostavila unosne financijske transakcije s klijentima u velikim talijanskim i europskim gradovima, kao što su Nürnberg, Milano, Kraków i Rim.
Benedetto Odescalchi vladao je kao papa Inocent XI. od 1676. do 1689. Njegov nećak po muškoj liniji Livio Odescalchi dobio je od svog strica vojvodstvo Ceri. Nakon sudjelovanja u bici za Beč 1683., dobio je Vojvodstvo Srijem (oko Iločkog dvorca) i dostojanstvo princa Svetog Rimskog Carstva od Leopolda I.. Također je ovim posjedima pridružio vojvodstvo Bracciano od obitelji Orsini. Livio Odescalchi umro je 1713. bez nasljednika po muškoj liniji i sve te titule i imanja otišli su njegovom rođaku Baldassareu Erbi Odescalchiju.